# Tito Speri (sous-marin)
Le Tito Speri est un sous-marin de la classe Mameli en service dans la Regia Marina à la fin des années 1920 et ayant servi pendant la Seconde Guerre mondiale.
Le navire a été nommé en l'honneur de Tito Speri (1825-1853), un patriote italien et un des martyrs de Belfiore.

## Caractéristiques
La classe Mameli a été l'une des premières classes de sous-marins de la Regia Marina à être construite après la Première Guerre mondiale. Ils ont déplacé 823 tonnes en surface et 1 009 tonnes en immersion. Les sous-marins mesuraient 64,6 mètres de long, avaient une largeur de 6,51 mètres et un tirant d'eau de 4,3 mètres. Ils avaient une profondeur de plongée opérationnelle de 90 mètres. Leur équipage comptait 49 officiers et soldats.
Pour la navigation de surface, les sous-marins étaient propulsés par deux moteurs diesel de 1 550 chevaux-vapeur (1 156 kW), chacun entraînant un arbre d'hélice. En immersion, chaque hélice était entraînée par un moteur électrique de 550 chevaux-vapeur (410 kW). Ils pouvaient atteindre 15 nœuds (28 km/h) en surface et 7,2 nœuds (13,3 km/h) sous l'eau. En surface, la classe Mameli avait une autonomie de 4 360 milles nautiques (8 070 km) à 8 noeuds (15 km/h); en immersion, elle avait une autonomie de 110 milles nautiques (200 km) à 3 noeuds (5,6 km/h).
Les sous-marins étaient armés de six tubes lance-torpilles de 53,3 centimètres (21 pouces), quatre à l'avant et deux à l'arrière, pour lesquels ils transportaient un total de 10 torpilles. Ils étaient également armés d'un seul canon de pont de 102/35 Model 1914 à l'avant de la tour de contrôle (kiosque) pour le combat en surface. Leur armement anti-aérien consistait en deux mitrailleuses Breda Model 1931 de 13,2 mm.

## Construction et mise en service
Le Tito Speri est construit par le chantier naval Cantieri navali Tosi di Taranto (Tosi) de Tarente en Italie, et mis sur cale le 18 septembre 1925. Il est lancé le 25 mai 1928 et est achevé et mis en service le 20 août 1929. Il est commissionné le même jour dans la Regia Marina.

## Historique
Au début des années 1930, avec ses navires-jumeaux (sister ships, il effectue une croisière en Méditerranée orientale, faisant escale à Thessalonique, Leros et Rhodes et effectuant des exercices air-mer.
À la même époque, il effectue également une croisière dans l'Atlantique pour tester les performances des unités de la classe dans les eaux océaniques.
Le matin du 7 décembre 1935, au cours d'un exercice dans le golfe de Tarente, il a accidentellement éperonné le sous-marin Marcantonio Bragadin. Alors que ce dernier a failli chavirer à cause de l'impact, le Speri, avec un trou dans sa proue, s'est couché sur le fond. Au bout d'un jour environ, il a été possible d'atteler le sous-marin et de le remonter grâce à quelques pontons; des plongeurs, après avoir constaté l'état du sous-marin (seule l'extrémité de la poupe émergeait), ont expliqué la situation à l'équipage coincé à l'intérieur. Après avoir retiré la torpille d'un des tubes de poupe, les hommes sont passés dans le tube et ont sauté à la mer. Il n'y a eu aucune victime mais seulement quelques blessés légers; le sous-marin a ensuite été remorqué à Tarente et réparé.
En 1937, il  participe clandestinement à la guerre civile d'Espagne, avec une sortie de onze jours au cours de laquelle les navires sont repérés quatre fois mais ne peuvent jamais être attaqués en raison des mauvaises conditions météorologiques et maritimes.
En juin 1938, il est utilisé pour expérimenter l'appareil "Girosi": il s'agissait essentiellement d'un lance-flammes qui permettait au sous-marin de mettre le feu - sans faire surface - à du naphte préalablement libéré en surface, de manière à gêner le transit des passages obligatoires ou des entrées portuaires. Avec ce dispositif, le Speri a mis le feu au naphte précédemment expulsé par son navire-jumeau Giovanni da Procida dans le golfe de Tarente, démontrant ainsi l'efficacité du dispositif (qui a été embarqué sur 23 autres sous-marins mais jamais utilisé),.
De juin 1940 à mars 1941, le Speri, qui fait partie du 31e Escadron de sous-marins, opère avec une base à Messine, d'abord sous le commandement du lieutenant de vaisseau (Tenente di vascello) Cesare Girosi (l'inventeur de l'appareil homonyme) puis du capitaine de corvette Mario Vannutelli. Le Speri effectue au total 9 missions offensives, au large d'Alexandrie, dans le canal d'Otrante, près de Corfou et de Crète et dans le golfe de Tarente,,.
En mai 1941, ses moteurs étant sérieusement usés, il est envoyé à l'école de sous-marins de Pula pour laquelle il effectue, sous le commandement d'abord du capitaine de corvette Enzo Grossi puis du capitaine de corvette Rino Erler, 65 missions d'entraînement jusqu'en janvier 1942. Il est également employé pour des patrouilles anti-sous-marines, effectuant quatre missions de ce type dans le nord de l'Adriatique.
En février 1942, il commence à Tarente des travaux de rénovation qui incluent le remplacement des moteurs et l'installation de nouveaux équipements. A l'armistice du 8 septembre 1943 (Armistice de Cassibile), il est encore en chantier,.
Pendant la co-belligérance italienne, de février 1944 à août 1945, il est employé par les Alliés pour des exercices anti-sous-marins.Il participe à 120 voyages basés d'abord aux Bermudes, puis à Portsmouth, plus tard à Casco Bay et enfin à Guantanamo. Dans l'espace d'environ 18 mois de permanence dans ces eaux, il effectue 120 sorties. Lorsqu'il s'agissait d'opérations particulièrement complexes, avec de nombreux groupes opérationnels, la mission pouvait durer de sept à dix jours et impliquait une petite Task Force constituée d'un porte-avions et de son escorte qui était généralement composée de 8 navires dont quatre constituaient le bouclier de protection à longue portée et les autres la protection rapprochée. Le sous-marin a également reçu les compliments de l'amiral américain Ernest J. King pour ses efforts écomiques,.
Après la guerre, il est radié le 1er février 1948 et mis au rebut.